# 레호안
레호안(베트남어: Lê Hoàn / 黎桓 여환, 신축년(辛丑年) 7월 15일(941년 8월 10일) ~ 응티엔(應天) 12년 3월 7일(1005년 4월 18일))은 대구월 전 레 왕조의 제1대 황제(재위: 980년 ~ 1005년)이다. 시호는 대행황제(大行皇帝)인데, 여기서 따와 레다이하인(베트남어: Lê Đại Hành / 黎大行 여대행)이라 불리기도 한다.

## 생애
레호안의 선조는 현재의 중국 광시 좡족 자치구의 계림시(桂林市) 양삭현(陽朔縣) 출신이라고 전해진다.
처음에는 딘보린의 부하가 되었다. 968년, 딘 왕조가 창건되자 십도장군(十道將軍)에 임명되었다.
979년, 궁정 변란이 일어나 딘보린과 그의 장자 딘리엔이 환관 도틱에 의해 살해되었고, 딘또안이 뒤를 이었다. 당시 딘또안은 너무 어려서, 황태후 양운아(楊雲娥)와 간통하던 레호안이 실권을 장악했다. 딘 왕조의 대신인 정국공(定國公) 응우옌박(阮匐)과 딘디엔(丁佃), 범합(范盍) 등은 레호안의 전횡에 반대하여 반란을 일으켰지만, 병력이 많았던 레호안에 의해 진압되었다.
딘 왕조 내부에 내란이 일어나자 980년에 송나라의 광서옹주지사(廣西邕州知事) 후인보(侯仁寶)가 송 태종에게 딘 왕조를 공격할 것을 건의하니 수용되었고, 후인보는 육군과 수군을 이끌고 침공했다. 황태후 양운아는 레호안에게 출병하여 송나라를 막도록 하였는데, 행군하던 도중 군중에서 레호안은 황제로 추대받아 즉위하였다. 이 소식을 들은 양운아는 용포를 레호안에게 전하도록 하였고, 레호안은 딘또안을 폐위하고 위왕(衛王)에 봉하니 이로써 딘 왕조가 멸망하였다. 이어서 레호안은 송나라군을 기습하여 패배시켰고 후인보가 전사하니 송나라군은 철수했다. 이후 레호안은 송나라에 책봉해줄 것을 요구하였고 요나라의 위협에 노출되고 있던 송나라는 이를 받아들여, 레호안을 993년에는 교지군왕(交趾郡王), 997년에 남평왕(南平王)으로 책봉하여 외교 관계를 수립하였다.
982년, 참파로 친정하여 수도를 공략하였고, 칭신하고 조공을 바치도록 강요했다. 그의 국내 통치는 실질적으로 군정이었고, 법치는 준엄하고 형벌은 무거웠다. 운하를 건설하여 경제의 발전을 보았다. 또한 11명의 아들을 왕으로 삼고, 베트남의 국경의 방어와 통치를 임하게 하였다.
1002년, 전국 10도를 로(路), 주(州), 부(府)로 고치는 등 지방 제도의 확립을 도모했지만, 지방 호족의 반항은 빈발해졌고, 농민 반란이나 소수민족의 봉기도 다발하는 등 정황이 좋지 못했다. 이러한 저항 세력에 대해 가혹한 진압을 실시했다고 사서에 기록되었다. 소수민족인 망인의 난과 하만동(河蠻洞)등 49동의 반란을 평정하였다.
1005년, 사망하였다.

## 가계

### 부모
- 아버지: 여멱(Lê Mịch, 黎覔)
- 어머니: 등씨(Đặng thị, 鄧氏)

### 후비
- 황후: 대승명황후(大勝明皇后)
- 황후: 봉건지리황후(奉乾至理皇后)
- 황후: 순성명도황후(順聖明道皇后)
- 황후: 정국황후(鄭國皇后)
- 황후: 황후 범씨(范皇后)
- 후궁: 기후며녀(祇候妙女)

### 공주
- 립교황후 여씨

### 황자
| 왕호 | 왕호              | 이름            | 생몰년         | 생모              | 비고                   |
| ---- | ----------------- | --------------- | -------------- | ----------------- | ---------------------- |
| 1    | 경천대왕 擎天大王 | Long Thâu 龍鍮  | ? - 1000년     | 알 수 없음        | 1000년까지 황태자였다. |
| 2    | 동성대왕 東城大王 | Long Tích 龍錫  | ? - 1005년     | 알 수 없음        |                        |
| 3    | 중종황제 中宗皇帝 | Long Việt 龍鉞  | 983년 - 1005년 | 기후며녀 祇候妙女 | 제2대 황제             |
| 4    | 어만왕 禦蠻王     | Long Đinh 龍釘  | 알 수 없음     | 알 수 없음        |                        |
| 5    | 와조황제 臥朝皇帝 | Long Đĩnh 龍鋌  | 986년 - 1009년 | 기후며녀 祇候妙女 | 제3대 황제             |
| 6    | 어배왕 禦北王     | Long Cân 龍釿   | 알 수 없음     | 알 수 없음        |                        |
| 7    | 정번왕 定藩王     | Long Tung 龍鏦  | 알 수 없음     | 알 수 없음        |                        |
| 8    | 부왕 副王         | Long Tương 龍鏘 | 알 수 없음     | 알 수 없음        |                        |
| 9    | 중국왕 中國王     | Long Kính 龍鏡  | ? - 1005년     | 알 수 없음        |                        |
| 10   | 남국왕 南國王     | Long Mang 龍鋩  | 알 수 없음     | 알 수 없음        |                        |
| 11   | 항군왕 行軍王     | Long Đề 龍鍉    | 알 수 없음     | 알 수 없음        |                        |

## 기년
| 대행제      | 원년            | 2년        | 3년        | 4년        | 5년             | 6년        | 7년        | 8년        | 9년        | 10년            |
| ----------- | --------------- | ---------- | ---------- | ---------- | --------------- | ---------- | ---------- | ---------- | ---------- | --------------- |
| 서력 (西曆) | 980년           | 981년      | 982년      | 983년      | 984년           | 985년      | 986년      | 987년      | 988년      | 989년           |
| 간지 (干支) | 경진(庚辰)      | 신사(辛巳) | 임오(壬午) | 계미(癸未) | 갑신(甲申)      | 을유(乙酉) | 병술(丙戌) | 정해(丁亥) | 무자(戊子) | 기축(己丑)      |
| 연호 (年號) | 천복(天福) 원년 | 2년        | 3년        | 4년        | 5년             | 6년        | 7년        | 8년        | 9년        | 흥통(興統) 원년 |
| 대행제      | 11년            | 12년       | 13년       | 14년       | 15년            | 16년       | 17년       | 18년       | 19년       | 20년            |
| 서력 (西曆) | 990년           | 991년      | 992년      | 993년      | 994년           | 995년      | 996년      | 997년      | 998년      | 999년           |
| 간지 (干支) | 경인(庚寅)      | 신묘(辛卯) | 임진(壬辰) | 계사(癸巳) | 갑오(甲午)      | 을미(乙未) | 병신(丙申) | 정유(丁酉) | 무술(戊戌) | 기해(己亥)      |
| 연호 (年號) | 2년             | 3년        | 4년        | 5년        | 응천(應天) 원년 | 2년        | 3년        | 4년        | 5년        | 6년             |
| 대행제      | 21년            | 22년       | 23년       | 24년       | 25년            | 26년       |            |            |            |                 |
| 서력 (西曆) | 1000년          | 1001년     | 1002년     | 1003년     | 1004년          | 1005년     |            |            |            |                 |
| 간지 (干支) | 경자(庚子)      | 신축(辛丑) | 임인(壬寅) | 계묘(癸卯) | 갑진(甲辰)      | 을사(乙巳) |            |            |            |                 |
| 연호 (年號) | 7년             | 8년        | 9년        | 10년       | 11년            | 12년       |            |            |            |                 |

| 전 임 (초대) | 제1대 대구월 전 레 왕조의 황제 980년 ~ 1005년 | 후 임 레롱비엣 |